# Zarrindasht
Zarrindasht (persiska: زرین‌دشت), eller Shahrestan-e Zarrindasht (شهرستان زرین‌دشت), är en delprovins (shahrestan) i Iran. Den ligger i provinsen Fars, i den södra delen av landet. Administrativt centrum är staden Hajiabad.
Delprovinsen hade 73 199 invånare 2016.